# Werner Schlimme

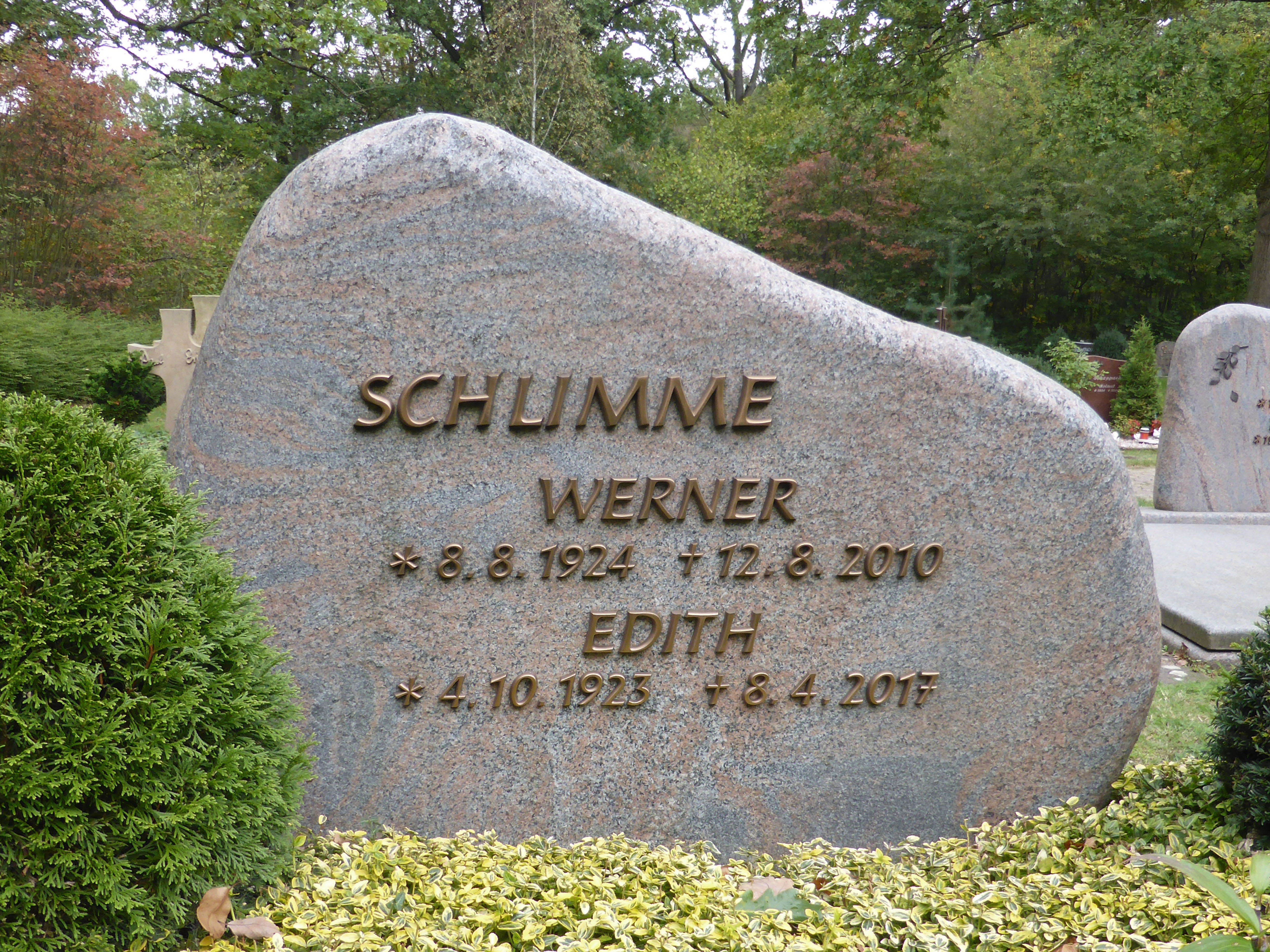
Grabstätte auf dem Waldfriedhof in Wolfsburg

Werner Schlimme (* 8. August 1924 in Freden (Leine); † 12. August 2010 in Wolfsburg) war ein deutscher Politiker der CDU und Oberbürgermeister der Stadt Wolfsburg.
Schlimme war gelernter Fleischer, später Studiendirektor einer Berufsbildenden Schule. Ehrenamtlich war er Präsident der Wolfsburger Chorgemeinschaft und des VfL Wolfsburg.
Er war jahrelang Ratsherr, von 1986 bis 1996 Oberbürgermeister der Stadt Wolfsburg und wurde 1996 zum Ehrenbürger ernannt. 1990 wurde ihm das Verdienstkreuz am Bande des Verdienstordens der Bundesrepublik Deutschland sowie das Komturkreuz des Verdienstordens der Italienischen Republik verliehen.
Im November 2019 wurde im Baugebiet "An der Gärtnerei" in Ehmen, einem Stadtteil von Wolfsburg, eine Straße (Werner-Schlimme-Straße) nach ihm benannt.